# 酒精依賴

懷孕期間婦女飲酒，可能會產生胎兒酒精症候群的後果。

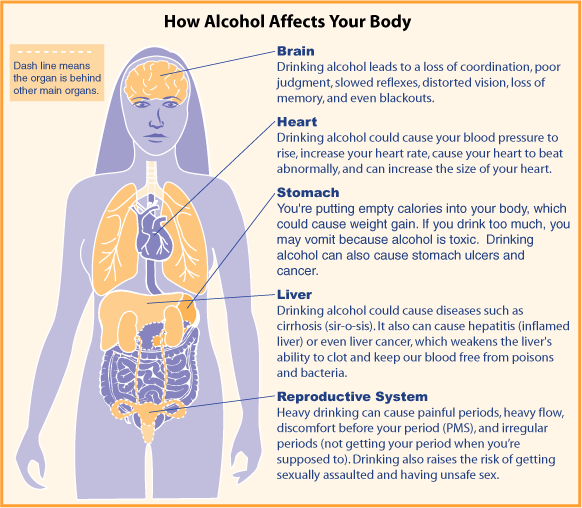
攝取酒精對人體各部位的影響。

酒精依賴（英语：Alcohol dependence），先前根據精神疾病診斷與統計手冊第四版（DSM-IV）以及和ICD-10（國際疾病傷害及死因分類標準第十版），是被當作精神病學的診斷 - 個體對於酒精發生身體依賴或心理依賴（化學上，酒精被稱為乙醇）。
到2013年，這種症狀在DSM第五版中被重新歸類為酒精使用疾患，酒精依賴和酒精不當使用兩項被合併歸入這類診斷。

## 定義

### 診斷
請參考酒精濫用與酗酒英文版中#Diagnosis部分

#### DSM：酒精依賴
根據DSM第四版，在12個月之內，個體對以下7項的衡量至少有3項成立的話，就被認為符合酒精依賴的診斷：
- 酒精耐受性
- 發生戒斷症狀或達到臨床定義的酒精戒斷症候群
- 攝取量比預期的更多，或是攝取時間比預期的更長
- 不斷有減少攝取酒精的念頭，或曾做過不成功的嘗試
- 花費時間尋求酒精，或從酒精的影響中恢復
- 由於飲酒而把社交、工作、和娛樂活動放棄，或是減少
- 明知酒精會產生身心傷害，仍繼續攝取[6]

#### 其他與酒精相關的疾患
在上述7個項目中要達到至少3項才算達到酒精依賴的標準，但並非所有的患者都符合這種標準，因此他們並非都具有相同的與酒精相關的症狀和問題。並非每個酒精依賴者都會有身體依賴的問題。酒精依賴與酒精濫用的區別在於是否存有耐受和戒斷等症狀。酒精依賴和酒精濫用有時會同樣以定義較不精確的“酗酒”來稱呼。但是酗酒的定義有多種，只有一些與酒精濫用相容。醫界普遍接受的酒精依賴和酗酒有兩個主要區別。
酒精依賴是指產生成癮的實體只有酒精。酗酒是指涉及成癮的實體是酒精或是任何會產生交叉耐受的的物質。
1. 1. 在酒精依賴的案例，DSM第四版的定義為可透過學習控制來實現減少酒精的攝取。也就是說，為客戶提供一種社交學習方法，幫助他們“應對”外部壓力而重新學習飲酒的模式。在酗酒案例，除非戒酒，否則通常就不會假定患者是達到“緩解”的狀態。

用以判斷依賴程度的要素會包括：
1. 縮小飲酒範圍。（不顧一切，僅為飲酒而飲酒[7]）
2. 對酒精的需求超越別的需求和義務。
3. 後天取得的酒精耐受性。
4. 戒斷症狀。
5. 利用繼續飲酒來緩解或避免戒斷症狀。
6. 主觀式的強迫式飲酒。
7. 戒酒後重新飲酒[6]

## 篩檢
請參考酒精濫用中英文版中#Screening部分
世界衛生組織（WHO）開發的酒精使用疾患測試（AUDIT） 已取代較舊篩檢工具，例如CAGE問巻（CAGE），但也有許多較短的酒精篩檢問巻，多數是由AUDIT衍生而來。酒精依賴嚴重性問卷 (SAD-Q) 是一種更具體，有20問題的問巻，用來評估酒精依賴的存在，以及嚴重程度。

#### AUDIT
酒精使用疾患測試 (AUDIT) 被認為是最準確的篩檢工具，用來識別潛在的酒精濫用，包括依賴問題。WHO最初設計AUDIT（附有使用的指導），在初級照護機構中使用。

#### CAGE
CAGE問卷中的CAGE是其四個問題中關鍵字（Cut/Annoyed/Guilty/Eye-opener）的首字母所組成的縮寫，是種廣泛用於篩檢酗酒的方法。
- Online version of the CAGE questionnaire （页面存档备份，存于）（CAGE問卷網路版網址）

#### SADQ
酒精依賴嚴重程度問卷 (SADQ，或是寫為SAD-Q) 是一個有20個問題的臨床篩檢問巻，用於測量酒精依賴的存在及程度。

## 戒斷症狀
酒精戒斷症狀是有酒精依賴的人突然停止飲酒，甚至是在長期放縱酒就後減少數量，就會發生的副作用。這種戒斷症狀可分為輕度、中度、到重度不等，具體取決於幾種因素，例如：患者飲酒的歷史長短、他們是否為暴飲者、這種復發是否為長期的、他們每天喝多少。所有因素都會因人而異，具體取決於心裡上、生態環境、和生物上的因素。 一些常見的戒斷副作用有：

### 輕度
- 噁心
- 嘔吐
- 心跳加速
- 血壓升高
- 疲勞
- 身體疼痛/顫抖
- 焦慮/易怒/抑鬱
- 腦筋模糊
- 有睡眠問題

### 嚴重

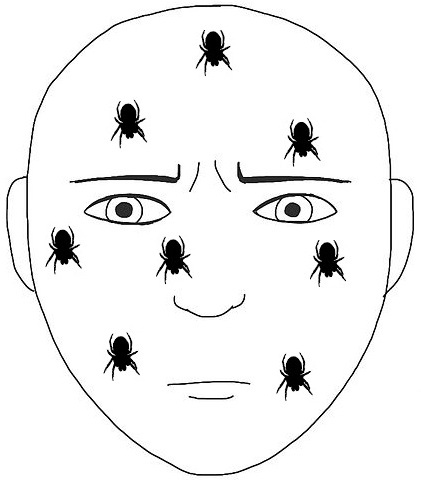
酒精戒斷症狀引起的幻覺

- 嘔吐
- 高血壓危象（英语：Hypertensive crisis）
- 癲癇發作/顫抖
- 妄想/幻覺
- 脫水
- 發燒
- 發冷/發抖
- 極度情緒不穩（英语：emotional lability）
- 精神混亂
- 胃口不佳或是沒胃口

酒精戒斷症狀的範圍從失眠和顫抖等輕微症狀到嚴重的併發症，如戒斷性癲癇發作和震顫性譫妄。由於不同個體之間可能存有其他的初步症狀，酒精戒斷症候群很不容易診斷。

## 治療
治療酒精依賴的方式可分為兩類，一類是針對嚴重的酒精依賴患者，另一類是針對有這類風險的人。治療方式通常包括復發預防、互助團體、心理治療、以及設定短期達成目標。譬如說十二步項目就是種流行的，以信念為基礎的方法，讓有心脫離酒精依賴的人利用來擺脫桎梏。
治療酒精依賴（DSM第五版稱之為酒精使用疾患）的終極目標是幫助患者戒除飲酒。治療還有另外的好處。接受者可重新認識自己而獲得自尊和自信、獲得更健康的生活方式（身體和精神上）、與其他志同道合的人建立新的關係、以及在可能的情況下重修舊好。療程通常包括短期和長期兩部分。首先是戒酒和/或康復。酒精使用疾患（即酒精依賴）者尋求治療的原因有多種。可能是個人原因，也可能是法律的要求。針對不同的依賴程度有不同的治療方式，有些人或會受益於藥物治療加上社會心理治療，而有些人只會受益於社會心理治療。下面列出不同類型的治療方法，採用時機則依個人的不同因素而定。
治療類型：
- 戒斷症狀（不需藥物治療）

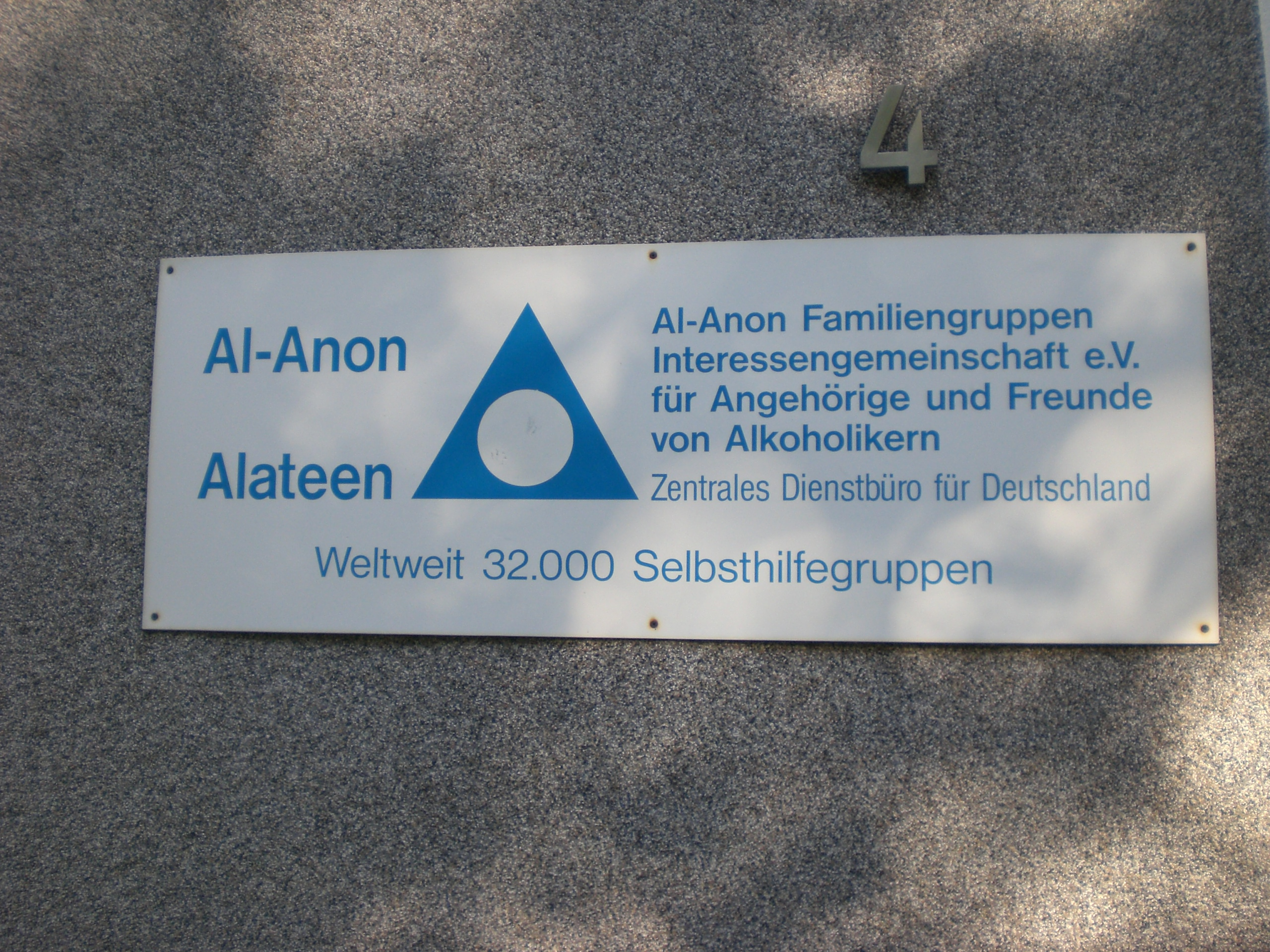
戒酒無名會家屬團體（酒精依賴治療及支援組織）

- 戒斷症狀（取決於症狀的嚴重程度，可在醫療人員監督下進行治療）
- 社會心理治療（諮詢、認知行為療法（CBT）、心理教育、積極性社群治療（英语：Assertive Community Treatment））
- 匿名戒酒會
- 患者接受住院或門診計劃
- 社會服務（個案管理（英语：Case management (mental health)））
- 戒酒無名會家屬團體（英语：Al-Anon/Alateen）

## 流行病學

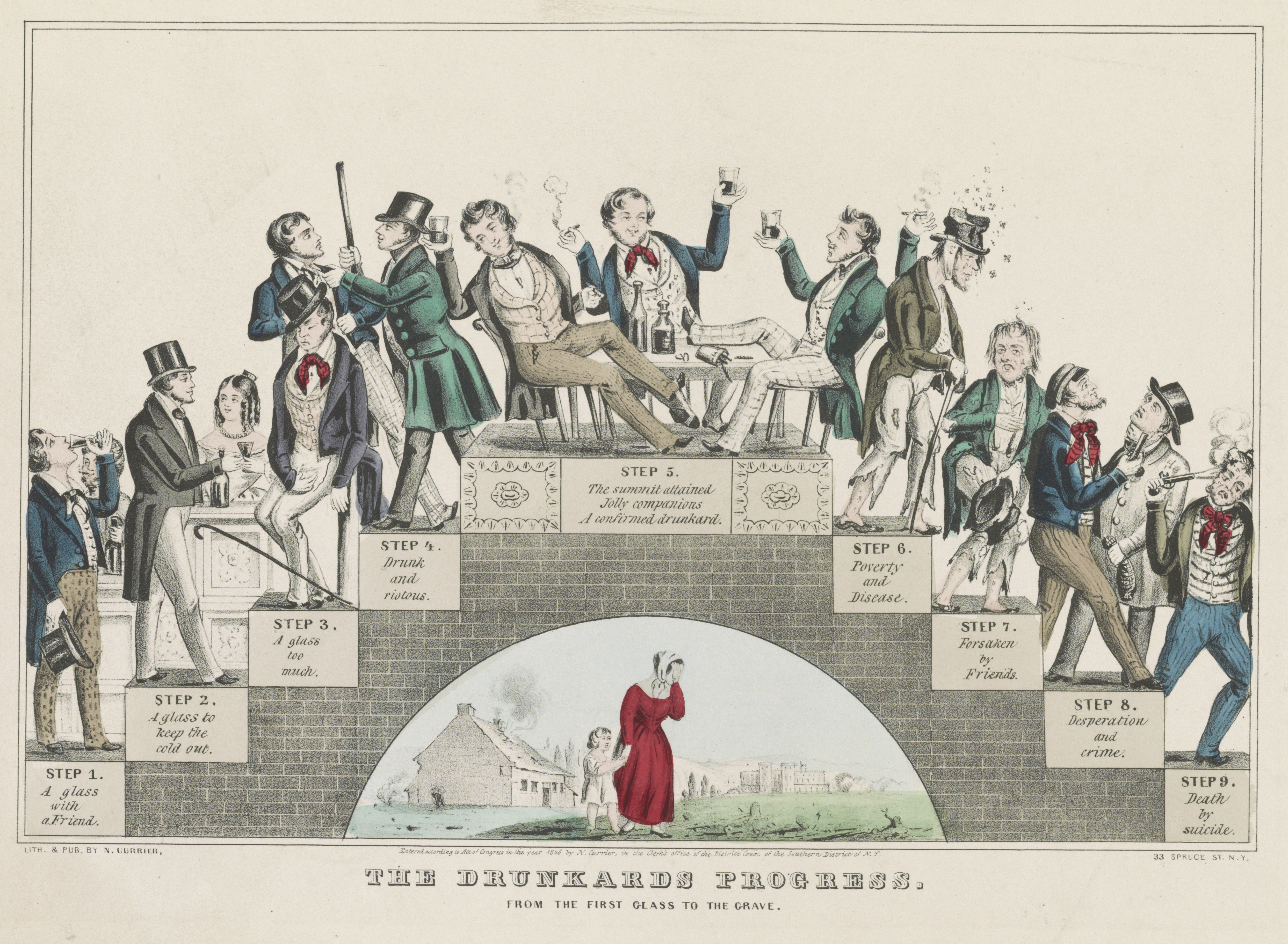
發表在1846年的"酒鬼演化路徑"圖

在美國，大約有12%的成年人在他們一生中的某個時候曾有酒精依賴的問題。英國的國民保健署（NHS）估計英國大約有9%的男性和4%的女性有酒精依賴的現象。

## 歷史
如今“酗酒”已被“酒精依賴”所取代，目的是讓個人不把治愈和疾病的想法內化，而把酒精視為一種為應對外部壓力，而用作依靠的化學物質。
當代仍採用早期的研究來定義酒精依賴。但在過去的幾十年裡，已有相當多的科學研究被用來識別和理解這種依賴的核心特徵。這種研究工作始於1976 年，當時英國精神科醫師格里菲斯·愛德華茲和他的美國籍同事彌爾頓·格羅斯（Milton M. Gross）合作，制定辨識《酒精依賴症候群（the alcohol dependence syndrome）》（之前稱為“酗酒”）的公式。
酒精依賴症候群由7個同時存在的要素組成。但有人認為並非每個案例都包含7個要素，但憑藉持續和連貫的跡象就足以提供臨床識別。這種症候群存有不同程度的嚴重性，並無絕對的分類標準。因此，正確的問題不是“一個人是否有罹患有酒精依賴”，而是“一個人在酒精依賴的路上已到達何種程度”。

## 外部連結
- Arnold Little, MD Alcohol Dependence – extensive article
- SADD – Short Alcohol Dependence Data Questionnaire （页面存档备份，存于）. A brief, self-administered questionnaire sometimes utilised in individual or group treatments.
- R.R.Garifullin Using coding therapy to treat alcohol and drug addiction. Manipulations in psychotherapy. Rostov-on-Don, Feniks, 251 p. 2004. 251 p. （页面存档备份，存于） ISBN 5-222-04382-7